# Lepidiota reuleauxi
Lepidiota reuleauxi är en skalbaggsart som beskrevs av Brenske 1892. Lepidiota reuleauxi ingår i släktet Lepidiota och familjen Melolonthidae. Inga underarter finns listade i Catalogue of Life.